# Pinswang
Pinswang est une commune autrichienne du district de Reutte dans le Tyrol.